# Target for Tonight
Target for Tonight ist ein britischer Kurz-Dokumentarfilm aus dem Jahr 1941. Regie führte Harry Watt. Der Film handelt von der Arbeit der Royal Air Force während des Zweiten Weltkriegs und wurde unter realen Bedingungen gedreht. Er erhielt 1942 einen Ehrenoscar und wurde vom National Board of Review als bester Dokumentarfilm ausgezeichnet.

## Handlung
Vor dem eigentlichen Film werden Informationen zu Bombern und der Befehlskette der Royal Air Force gegeben. Der Film beginnt damit, dass ein Aufklärungsflugzeug noch nicht entwickeltes Filmmaterial über dem Hauptquartier abwirft. Das RAF Bomber Command entwickelt den Film und analysiert die Fotografien. Diese zeigen ein massives Erstarken der deutschen Einheiten in den letzten Monaten. Der Film zeigt nun die Planung der Operation in diversen Details. So wird auch erklärt, warum welcher Munitionstyp verwendet wird. Die Wettervorhersage ist gut und die Piloten erhalten ihre Aufgaben. Der Film zeigt nun vor allem die Crew des Bombers „F for Freddie“, die sich bereit macht und abhebt. Über Deutschland wirft die Crew eine Bombe ab und trifft das Ziel, wird dann jedoch von einer Flak der Luftwaffe getroffen. Der Funker ist am Bein verletzt und die Freddie kehrt als letztes Flugzeug der Staffel zurück. Nebel und der Treffer erschweren die Landung, doch letztlich schafft es die „F for Freddie“ zurück und die Mission ist erfolgreich.

## Produktion
Der Film wurde auf der Royal Air Force Station Mildenhall und im Hauptquartier des RAF Bomber Command in High Wycombe gedreht. Sir Richard Peirse, Oberster Chef des Bomber Command, tritt im Film auf. Um dem Feind keine Informationen zu liefern, erhielt RAF Mildenhall den fiktiven Namen Millerton Aerodrome und einige Aspekte der Routine-Abläufe wurden verändert. Squadron Leader Dickson, Kapitän der „F for Freddie“, wurde von Percy Pickard gespielt, der später die Operation Biting und Operation Jericho leiten sollte. Der zweite Pilot wurde von Gordon Woollatt gespielt. Auch Constance Babington Smith, eine Journalistin und Schriftstellerin, ist im Film zu sehen. Ihre Arbeit für die IMINT, die auch in diesem Film zu sehen ist, machte sie später bekannt und sie wurde mit dem Order of the British Empire und dem Legion of Merit ausgezeichnet. In einer Szene ist außerdem der Rekord-Rennfahrer John R. Cobb zu sehen, der als Offizier diente.
Im Film sind Vickers Wellingtons zu sehen, auf dem Filmplakat jedoch Boulton-Paul-Defiant-Jagdflugzeuge. Die US-amerikanische Schnittfassung wurde von Alfred Hitchcock erstellt.

## Referenzen in der Populärkultur
Herman Wouk fügte in seinem Roman The Wind of War (verfilmt als Fernsehserie Der Feuersturm) eine Reminiszenz an den Dokumentarfilm ein. So benannte er einen Wellington-Bomber „F for Freddie“. Die Hauptcharaktere des Romans fliegen an Bord des Bombers bei einer Mission über Berlin und wie im Film wird das Flugzeug von einer Flak getroffen. Eines der Crewmitglieder, hier der Schütze im Heck, wird am Bein verletzt und die Wellington schafft es gerade noch einmal zurück aus dem feindlichen Gebiet.